# Acmopolynema kronidiphagum
Acmopolynema kronidiphagum är en stekelart som beskrevs av Fidalgo 1989. Acmopolynema kronidiphagum ingår i släktet Acmopolynema och familjen dvärgsteklar. Inga underarter finns listade i Catalogue of Life.